# Amager Bladet
Amager Bladet er lokal ugeavis, som udkommer om tirsdagen til husstande på hele Amager i godt og vel 93.500 eksemplarer (2007). Amager Bladet blev grundlagt i 1874 og hed tidligere Amager Avis (ikke at forveksle med den anden lokale avis Amageravisen). Avisen udgives af North Media A/S og Lokalavisselskabet Østerbro-Amager A/S og er medlem af Danske Distriktsblade. Amager Bladet har tidligere udgivet ugelige lokaludgaver af avisen for Kastrup og Dragør.

## Bladets chefredaktører
- 19??-19??: Claus Arboe Rasmussen
- 19??-1984 Jørgen Salomonsen
- 1984-1986 Jens Ove Jørgensen
- 1986-1988 Kim Haagen Andersen
- 1988-: Jan Jeppesen

## Læsertal Amager Bladet
- Antal modtagere over 13 år: 115.300 (2007)
- Antal læsere over 13 år: 90.000 (2007)
- Læserdækning: 78% (2007)
- Oplag: 93.500 (2007)